# Tarjeta de memoria

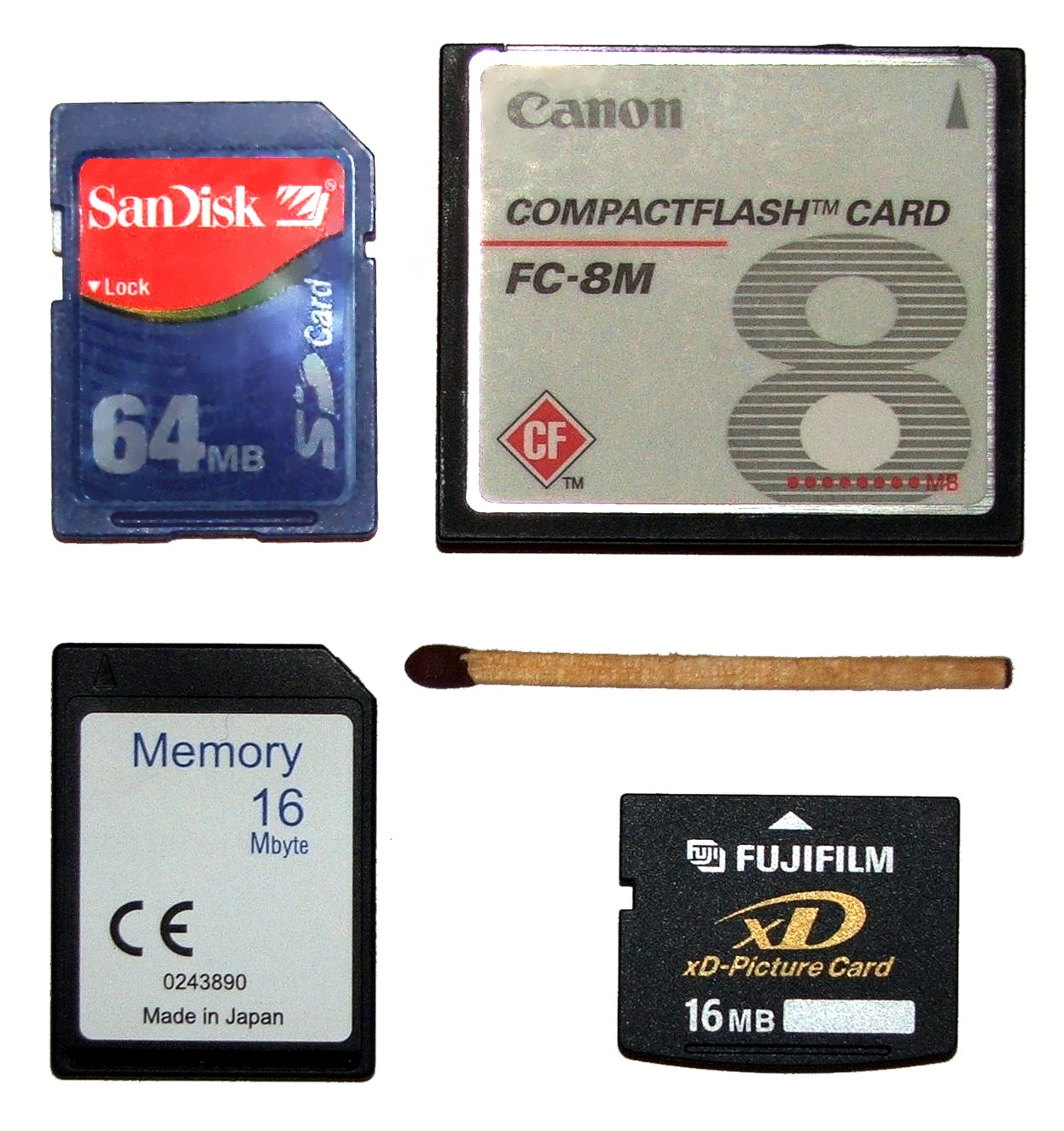
Diferentes tarjetas de memoria comparando su tamaño con el de un fósforo.

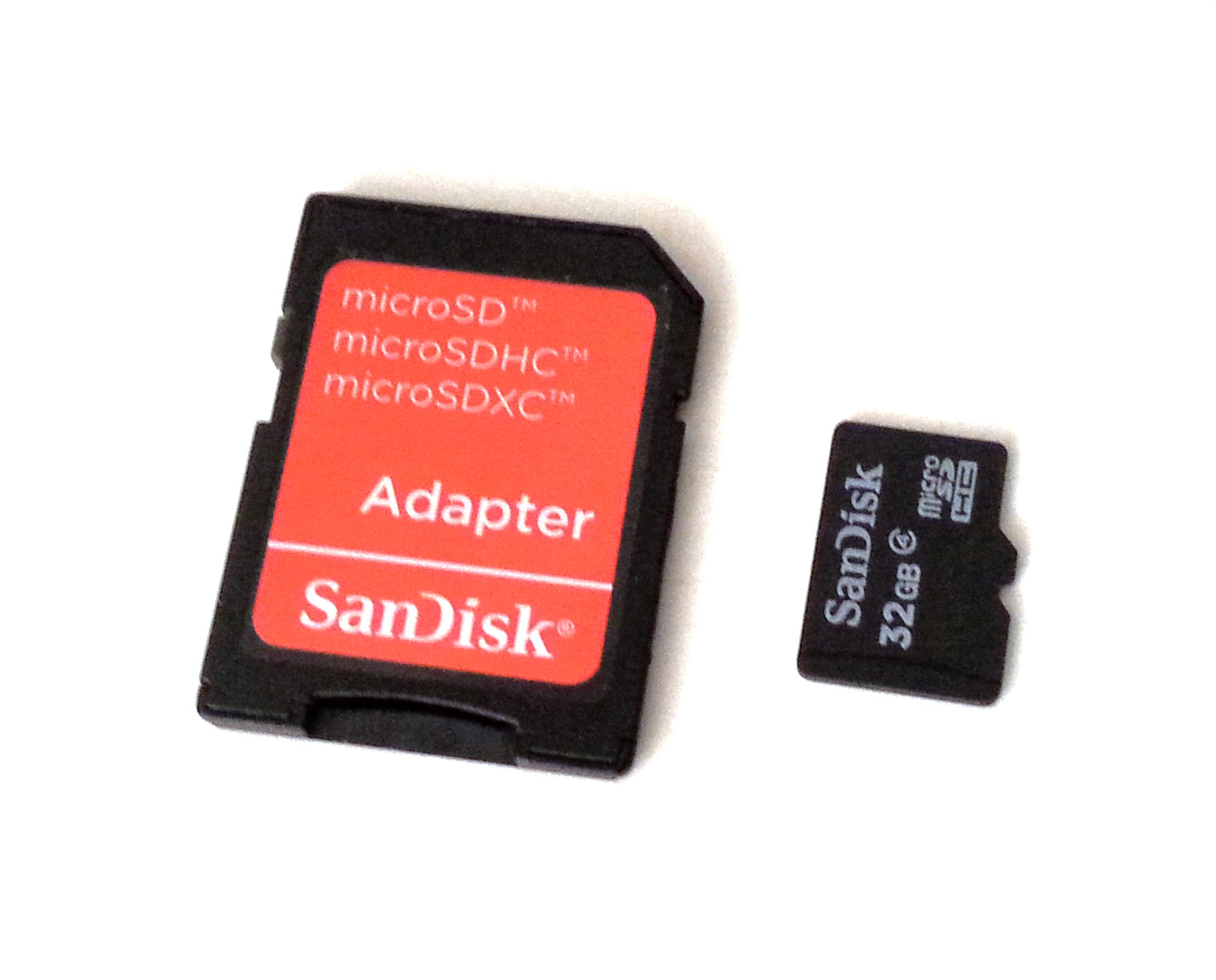
Tarjeta de memoria SanDisk HC 32 Gb, con su adaptador para ranuras grandes a la izquierda.

La tarjeta de memoria o tarjeta de memoria flash es el medio o soporte de almacenamiento de datos que conserva los datos transferidos y guardados de forma correcta, en el tipo de memoria flash.
Es un tipo de memoria no volátil, es decir, que conserva los datos incluso con la pérdida de energía eléctrica. Estas tarjetas se utilizan comúnmente en dispositivos electrónicos portátiles digitales. Permiten agregar memoria a dichos dispositivos introduciendo la tarjeta en un zócalo en lugar de utilizar unidades flash USB que sobresalen.
Los dispositivos de almacenamiento que leen y graban este tipo de tarjetas, se llaman lectores de tarjetas de memoria.

## Generalidades
Una tarjeta de memoria es un chip de memoria que mantiene su contenido.
El concepto de memoria flash fue acuñado por Fujio Masuoka en Toshiba en 1980 y comercializado por Toshiba en 1987 y denominada así por la capacidad para borrar los datos en un "flash" (instante).
El desarrollo de las tarjetas de memoria fue impulsado en la década de 1980 por la necesidad de una alternativa a las unidades de disquete que tuviera un menor consumo de energía, tuviera menos peso y ocupara menos volumen en los ordenadores portátiles. Algunas también se comercializaron como una alternativa de menor costo a los cartuchos ROM. Varios fabricantes desarrollaron diferentes formatos de tarjetas de memoria incompatibles y competidores, como por ejemplo la Bee Card, Astron SoftCards, Sega Cards, tarjetas de memoria NEC UltraLite, y el Mitsubishi Melcard, que venía en variantes con conectores de 60 y 50 pines. La Sega Card fue desarrollada como una alternativa más económica a los cartuchos de juegos. Algunas tarjetas de memoria se utilizaban para ampliar la memoria de los portátiles.
JEIDA, la Asociación de Desarrollo de la Industria Electrónica de Japón, comenzó a trabajar en un estándar para tarjetas de memoria en 1985 y desarrolló la tarjeta de memoria JEIDA en 1986.
La Asociación Internacional de Tarjetas de Memoria para Computadoras Personales (PCMCIA) fue una asociación industrial creada en 1989 para promover un estándar para tarjetas de memoria en PC y trabajó en estrecha colaboración con JEIDA, adoptando su diseño de conector de 68 pines. La especificación para tarjetas PCMCIA tipo I, posteriormente renombradas como PC Cards, se publicó por primera vez en 1990 y unificó el estándar de tarjetas de memoria JEIDA con el estándar PC Card. Este formato posteriormente incluyó soporte para otros dispositivos además de las tarjetas de memoria. La PC Card (PCMCIA) se encontraba entre los primeros formatos comerciales de tarjetas de memoria (de tipo I) que aparecieron en la década de 1990, pero posteriormente se utilizó sobre todo en aplicaciones industriales y para conectar dispositivos de entrada-salida como el módem. También aparecieron en los años 1990 una serie de formatos de tarjetas de memoria más pequeña que la PC Card, como CompactFlash, SmartMedia, Secure Digital, MiniSD, MicroSD y similares.
Los derivados de EEPROM se borran en bloques fijos, en lugar de bytes individuales. Los tamaños de los bloques por lo general van de 512 bytes hasta 256 KB.
Los chips flash son menos costosos y proporcionan pequeñas densidades de bits. Además, el flash se ha ido convirtiendo en una alternativa para los EPROM porque pueden actualizarse fácilmente.
La necesidad de tarjetas pequeñas para teléfonos móviles, las PDA y cámaras digitales compactas produjo una tendencia que dejó a la anterior generación de tarjetas demasiado grandes. En las cámaras digitales, SmartMedia (SM) y CompactFlash (CF) habían tenido mucho éxito. En 2001 SM había capturado el 50% del mercado de cámaras digitales y CF tenía un dominio absoluto sobre las cámaras digitales profesionales. En 2005, sin embargo, Secure Digital y Multi Media Card habían ocupado el puesto de SM, aunque no al mismo nivel y con una fuerte competencia procedente de las variantes de Memory Stick, xD-Picture Card y CF.
En el campo industrial, incluso las venerables tarjetas de memoria PCMCIA todavía mantenían un nicho de mercado, mientras que en los teléfonos móviles y PDA, el mercado de la tarjeta de memoria estaba muy fragmentado, hasta el año 2010 cuando microSD pasó a dominar el mercado de teléfonos inteligentes y tabletas.
Desde 2010 los nuevos productos de Sony (antes solo usaban Memory Stick) y Olympus (antes solo usaban XD-Card) se ofrecen con una ranura adicional Secure Digital. En efecto, la guerra de formatos se ha decidido en favor de SD.

## Formatos de tarjeta de memorias

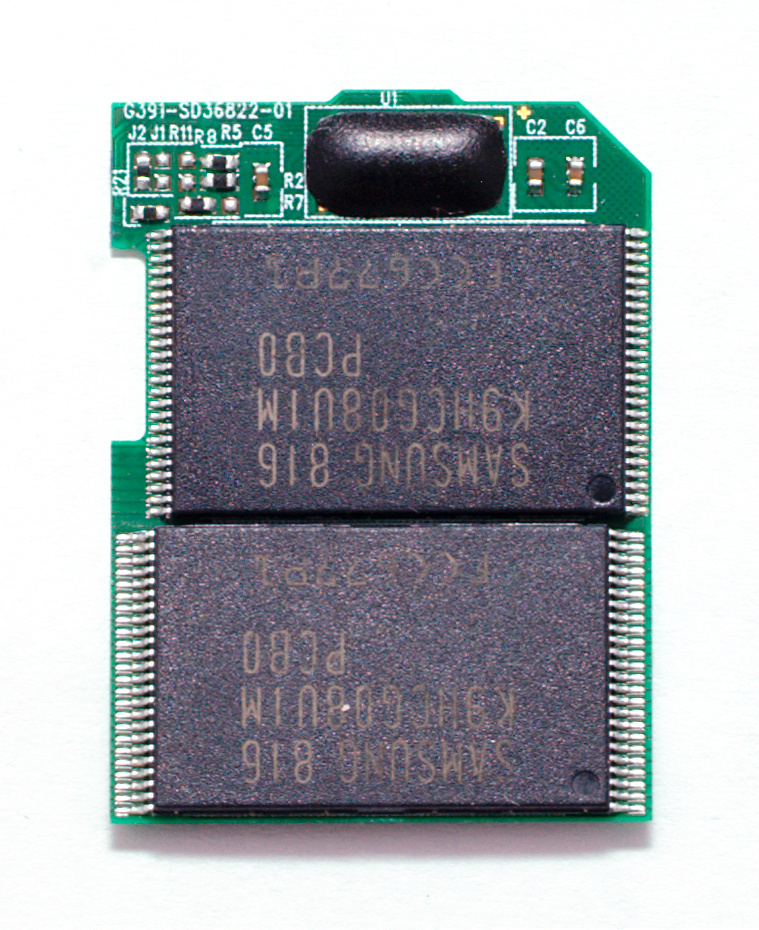
Interior de una tarjeta 16 Gb Secure Digital, uno de los tipos de memoria flash.

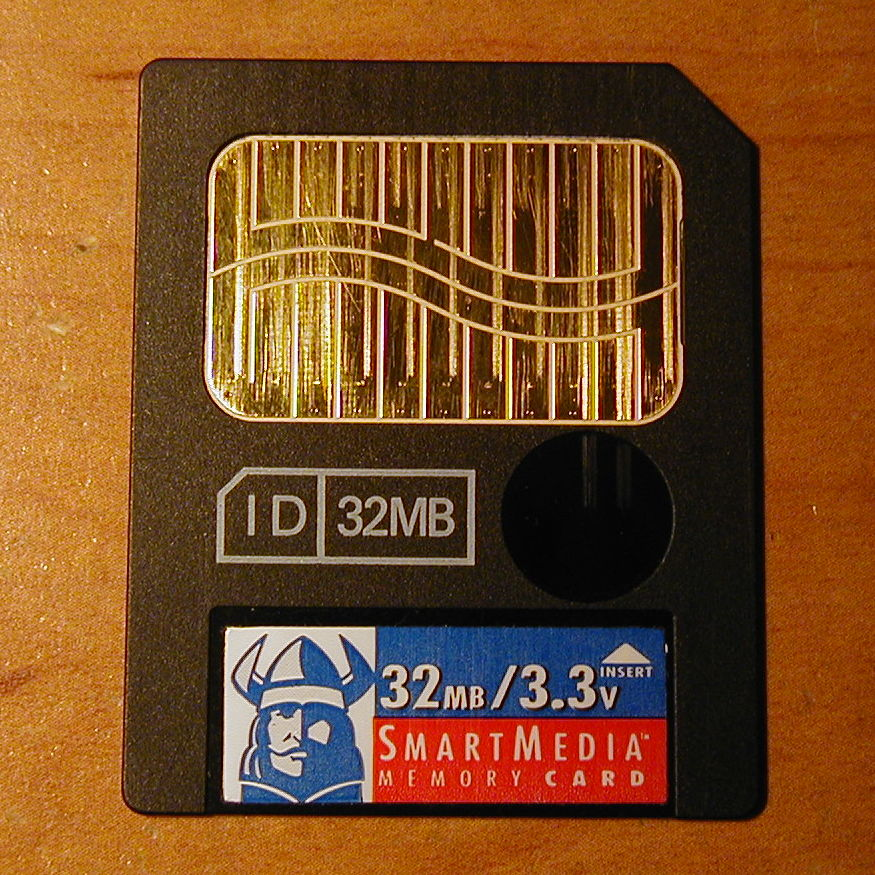
Tarjeta de memoria flash SmartMedia de 32 MB.

| Nombre                      | Sigla    | Dimensiones (mm)  | Sistema DRM |
| --------------------------- | -------- | ----------------- | ----------- |
| PC Card                     | PCMCIA   | 85,6 × 54 × 3,    | ninguno     |
| CompactFlash I              | CF-I     | 43 × 36 × 3       | ninguno     |
| CompactFlash II             | CF-II    | 43 × 36 × 5,5     | ninguno     |
| SmartMedia                  | SM / SMC | 45 × 37 × 0,76    | ninguno     |
| Memory Stick                | MS       | 50 × 21,5 × 2,8   | MagicGate   |
| Memory Stick Dúo            | MSD      | 31 × 20 × 1,6     | MagicGate   |
| Memory Stick PRO Dúo        | MSPD     | 31 × 20 × 1,6     | MagicGate   |
| Memory Stick PRO-HG Dúo     | MSPDX    | 31 × 20 × 1,6     | MagicGate   |
| Memory Stick Micro M2       | M2       | 15 × 12,5 × 1,2   | MagicGate   |
| Miniature Card              |          | 37 × 45 × 3,5 \|  |             |
| MultiMediaCard              | MMC      |                   |             |
| Reduced Size MultiMediaCard | RS-MMC   | 16 × 24 × 1,5     |             |
| MultiMediaCard micro        | MMCmicro | 12 × 14 × 1,1     | ninguno     |
| Secure Digital card         | SD       | 32 × 24 × 2,1     | CPRM        |
| miniSD                      | miniSD   | 21,5 × 20 × 1,4   | CPRM        |
| microSD                     | microSD  | 15 × 11 × 0,7     | CPRM        |
| SxS                         | SxS      |                   |             |
| Universal Flash Storage     | UFS      |                   |             |
| Picture Card                | xD       | 20 × 25 × 1,7     | EEPROM      |
| Intelligent Stick           | iStick   | 24 × 18 × 2,8     | ninguno     |
| Serial Flash Module         | SFM      | 45 × 15           | ninguno     |
| µ card                      | µcard    | 32 × 24 × 1       | desconocido |
| NT Card                     | NT NT+   | 44 × 24 × 2,5     | ninguno     |
| XQD card                    | XQD      | 38,5 × 29,8 × 3,8 | desconocido |

## Galería

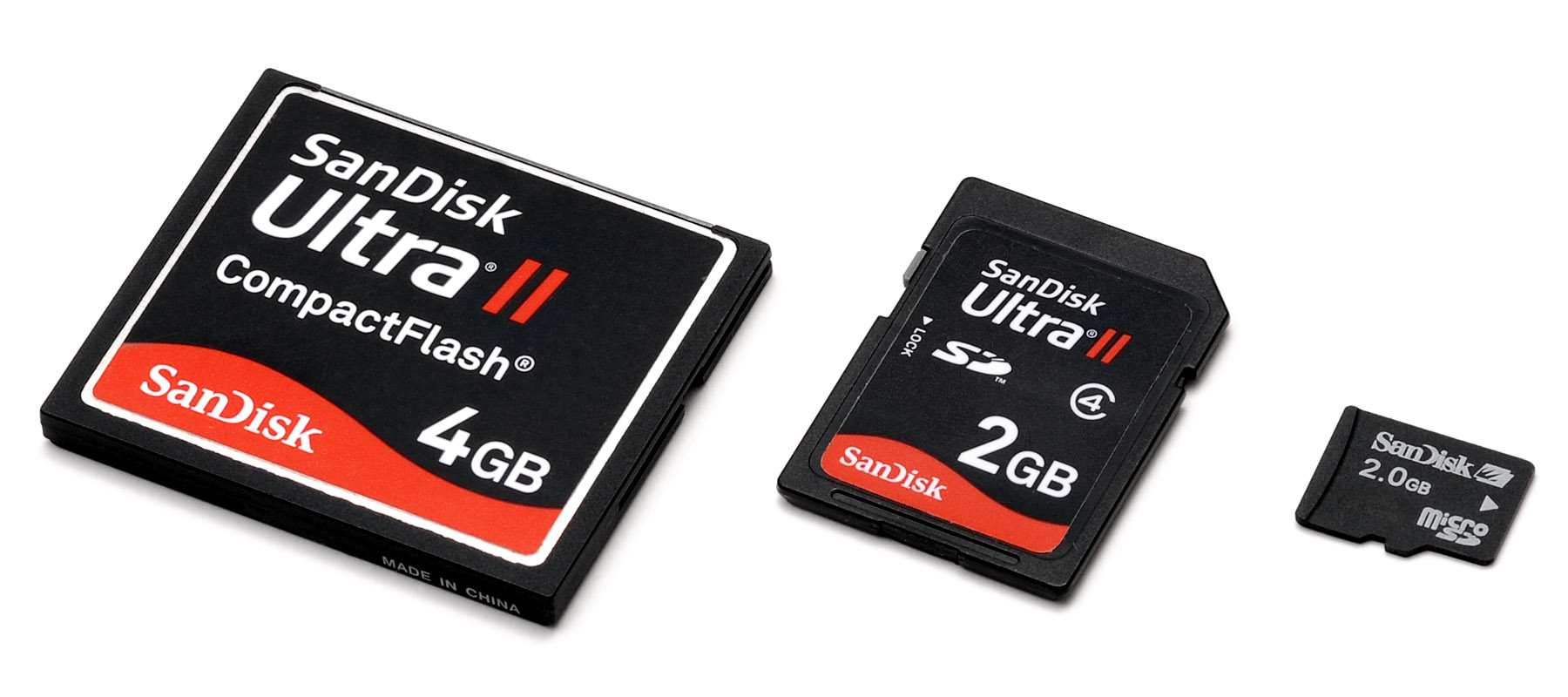
Comparación de tres tarjetas de memoria de tamaños diferentes. De izquierda a derecha: CF, SD y microSD.
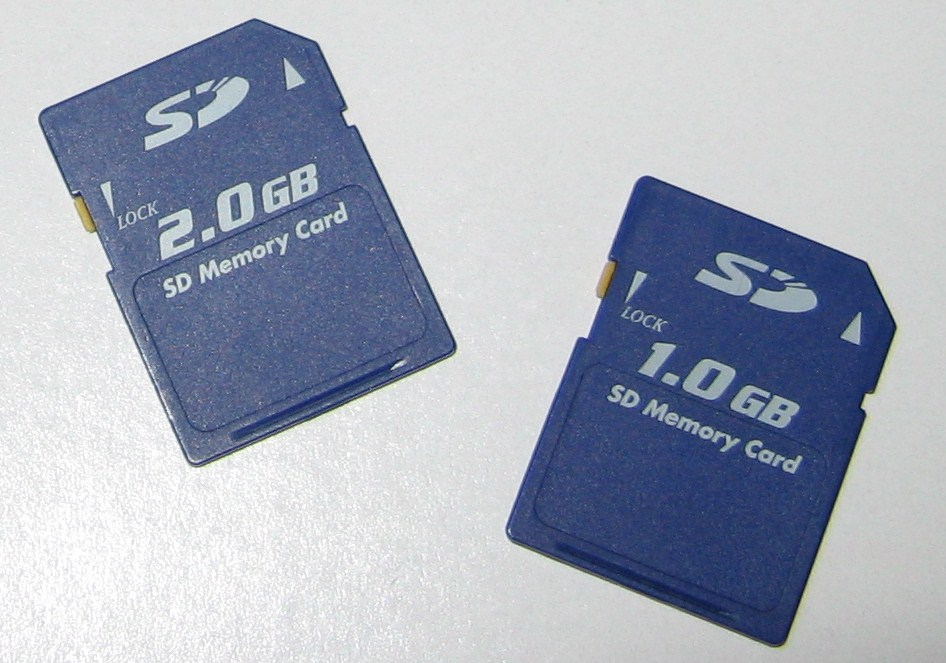
Dos tarjetas de memoria Secure Digital (SD) de 2 GB (izquierda) y 1 GB (derecha).
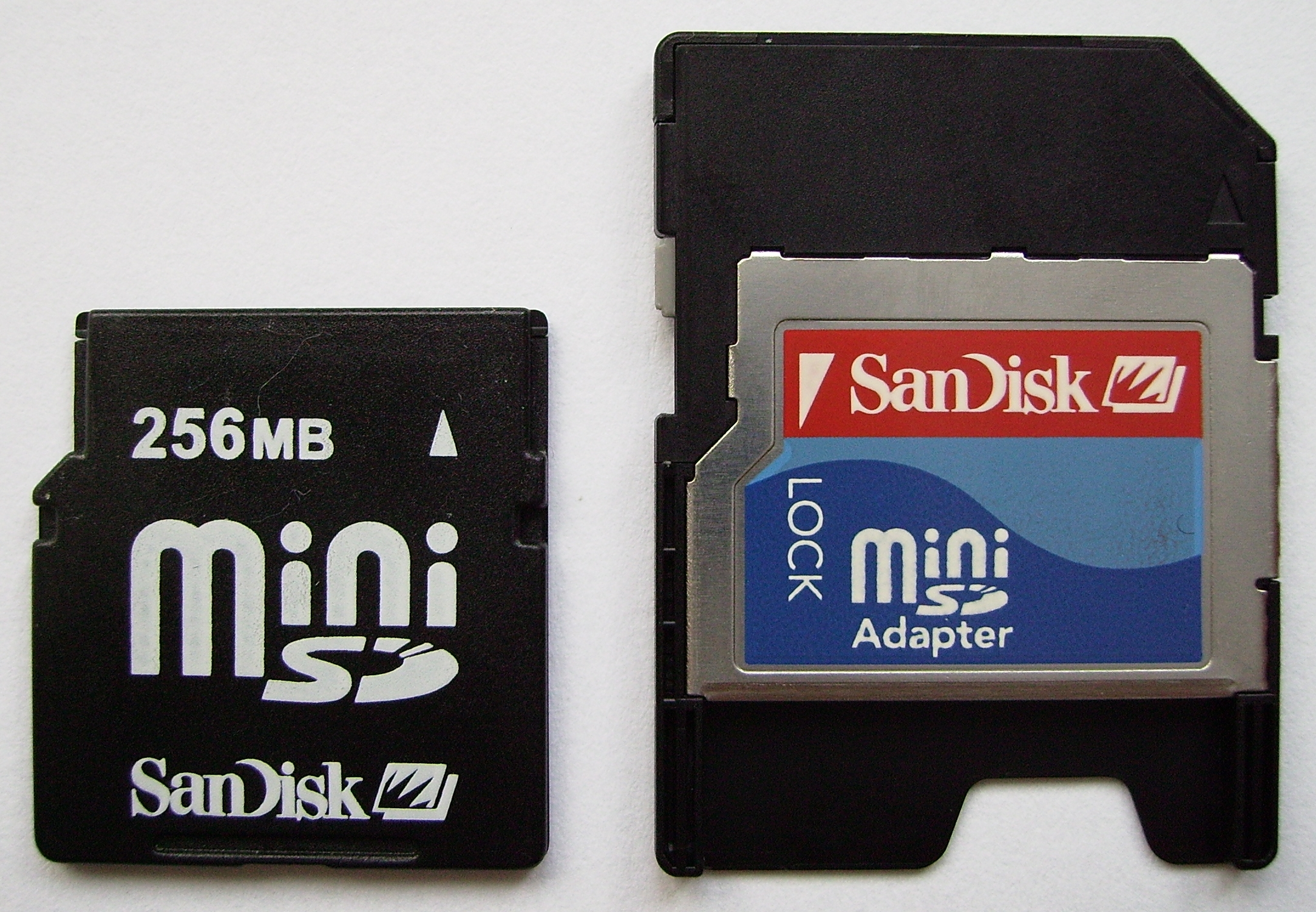
Tarjeta miniSD (izquierda) y adaptador para SD (derecha).
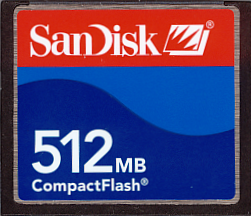
Tarjeta de memoria CompactFlash de tipo I (CF-I).
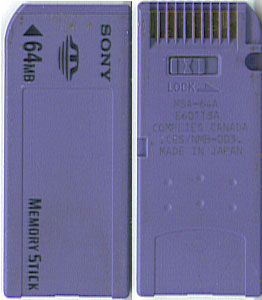
Una tarjeta de Memory Stick (MS), anverso y reverso.
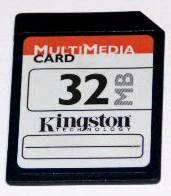
MultiMediaCard (MMC).
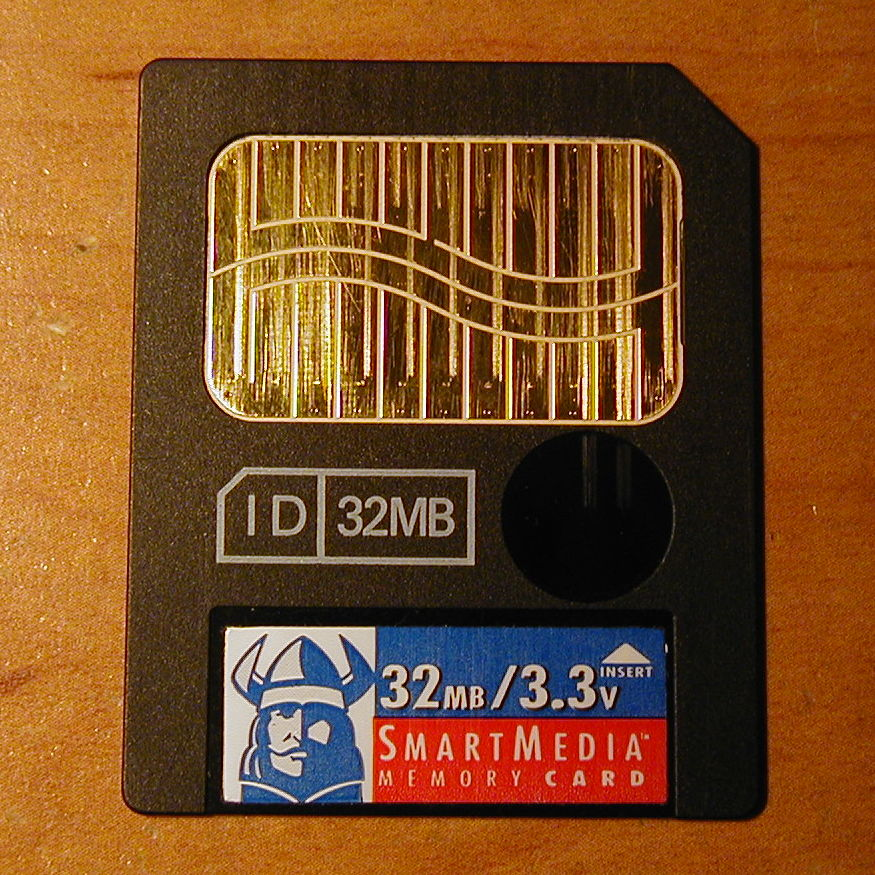
SmartMedia (SM).

## Revisión de los distintos tipos tarjetas de memoria
Puesto que muchos dispositivos de EEPROM permiten solamente un número finito de ciclos de escritura y borrado, algunas de estas tarjetas incorporan algoritmos para superar el desgaste y para evitarlo de usar fuera los lugares específicos a los cuales se escriben a menudo.
- PCMCIA ATA Type I Flash Memory Card (PC Card ATA Type I)
  - Tarjetas PCMCIA Type II, Type III
- CompactFlash (Type I), CompactFlash High-Speed

## Tarjetas de memoria en consolas de videojuegos
Muchas consolas de videojuegos han utilizado tarjetas de memoria de estado sólido con formatos propietarios, especialmente desde que los juegos comenzaron a ser distribuidos en discos ópticos de solo lectura (Compact Disc).  Los sistemas basados en cartucho utilizaban principalmente RAM volátil respaldada por batería dentro de cada cartucho individual para guardar partidas para los juegos. Los cartuchos sin esta RAM pueden haber utilizado un sistema de contraseña o no guardarían el progreso en absoluto. La Neo Geo AES, lanzada en 1990 por SNK, fue la primera consola de videojuegos capaz de utilizar una tarjeta de memoria. Las tarjetas de memoria AES también eran compatibles con gabinetes arcade Neo Geo MVS, lo que permitía a los jugadores migrar partidas guardadas entre el hogar y el sistema arcade y viceversa. Las tarjetas de memoria se volvieron comunes cuando las consolas domésticas pasaron a discos ópticos de solo lectura para almacenar el programa del juego, comenzando con sistemas como TurboGrafx-CD y Sega-CD.
Hasta la sexta generación de consolas de videojuegos, las tarjetas de memoria se basaban en formatos propietarios; Los sistemas posteriores utilizaron formatos industriales establecidos para tarjetas de memoria, como FAT32.
Las consolas domésticas ahora comúnmente usan almacenamiento en unidad de disco duro para juegos guardados y permiten el uso de unidades flash USB u otros formatos de tarjetas a través de un lector de tarjetas de memoria para transportar juegos guardados y otra información del juego. Aunque algunas consolas han implementado el ahorro de almacenamiento en la nube, la mayoría de los sistemas de juegos portátiles todavía dependen de cartuchos de memoria personalizados para almacenar datos de programas, debido a su bajo consumo de energía, tamaño físico más pequeño y complejidad mecánica reducida.
Los tamaños entre paréntesis son los de las tarjetas oficiales.
- Microsoft:
  - Xbox: tarjeta de memoria Memory Unit de 8MB.
  - Xbox 360: Memory Unit en versiones de 64 MB, 256MB ,512 MB y versiones superiores hasta 16GB.
  - Xbox Series X|S: Tarjeta de expansión de almacenamiento Seagate en versión de 1 TB o de 512 GB.
- Nintendo:
  - Nintendo DSi, 3DS y 2DS: Compatible con tarjetas SD y SDHC
  - Nintendo 64: Controller Pak (256 KB divididos en 123 páginas).
  - Nintendo GameCube: Memory Card, en versiones 59 bloques (4 Mib/512 KiB), 251 bloques (16 Mib/2 MiB) y 1019 bloques (64 Mib/8 MiB). Esta memoria es simplemente una tarjeta SD modificada.
  - Nintendo DS hasta New Nintendo 3DS: tipo propietario de tarjeta de memoria flash (4MB a 8GB).
  - New Nintendo 3DS: Compatible con tarjetas MicroSD y MicroSD HC
  - Wii: compatible con Nintendo GameCube Memory Card y con Secure Digital (SD)
- SNK: La Neo-Geo le considera en la primera consola en usar Memory Card[24]
- Sega:
  - Sega Dreamcast: Visual Memory Unit (VMU) (128 KB divididos en 200 bloques).
  - Sega Saturn: su unidad de memoria puede guardar 20 partidas de juegos.
- Sony:
  - PlayStation: Memory Card (128 KB dividido en 15 bloques), también hay versiones de hasta 24MB, que almacenan mucho más de 15 bloques que una memory card oficial de Sony.
  - El PocketStation puede actuar como PlayStation Memory Card.
  - PlayStation 2: Memory Card (8MB) (For PlayStation 2). También disponibles en versiones de hasta 256MB.
  - PlayStation Portable (PSP): utiliza Memory Stick Dúo.
  - PlayStation 3: es compatible con CompactFlash, Secure Digital, y Memory Stick PRO.
  - PlayStation Vita: Usa su propio tipo de tarjeta la PS Vita Memory Card, basado en MemoryStick Micro.
- La consola portátil GP2X basada en GNU/Linux usa SD/MMC.
- GP32 : usa tarjetas SmartMedia, hasta 128 MB.